# ماري من أورليان، فيكونتيسة ناربون
ماري من أورليان (19 سبتمبر/ ديسمبر 1457-1493) هي شقيقة لويس الثاني عشر ملك فرنسا، بسبب زواجها من خوان من فوا أصبحت فيكونتيسة ناربون.
كانت ماري الأبنة الكبرى لـ شارل، دوق أورليان من زوجته الثالثة ماري من كليفس، بعد خطوبة سابقة من بيتر الثاني، دوق بوربون ،  تزوجت من خوان من فوا في 8 سبتمبر 1476.

## الأبناء
كان لديهم أبنة ولد:-
- جيرمين، ملكة أراغون[4] (1538-1488) تزوجت من فرناندو الثاني الذي استخدامها كذريعة بـ المطالبة بالعرش نافاري.
- غاستون، حاكم إيطاليا[4](1512-1489) شغل منصب عام في إيطاليا لخاله لويس الثاني عشر.